# Chittagong (zila)
Chittagong is een district (zila) in de divisie Chittagong van Bangladesh. Het district telt 6.5 miljoen inwoners en heeft een oppervlakte van 5283 km². De hoofdstad is de stad Chittagong.
Chittagong is onderverdeeld in 26 upazila/thana (subdistricten), 197 unions, 1319 dorpen en 7 gemeenten.